# Bachviertel

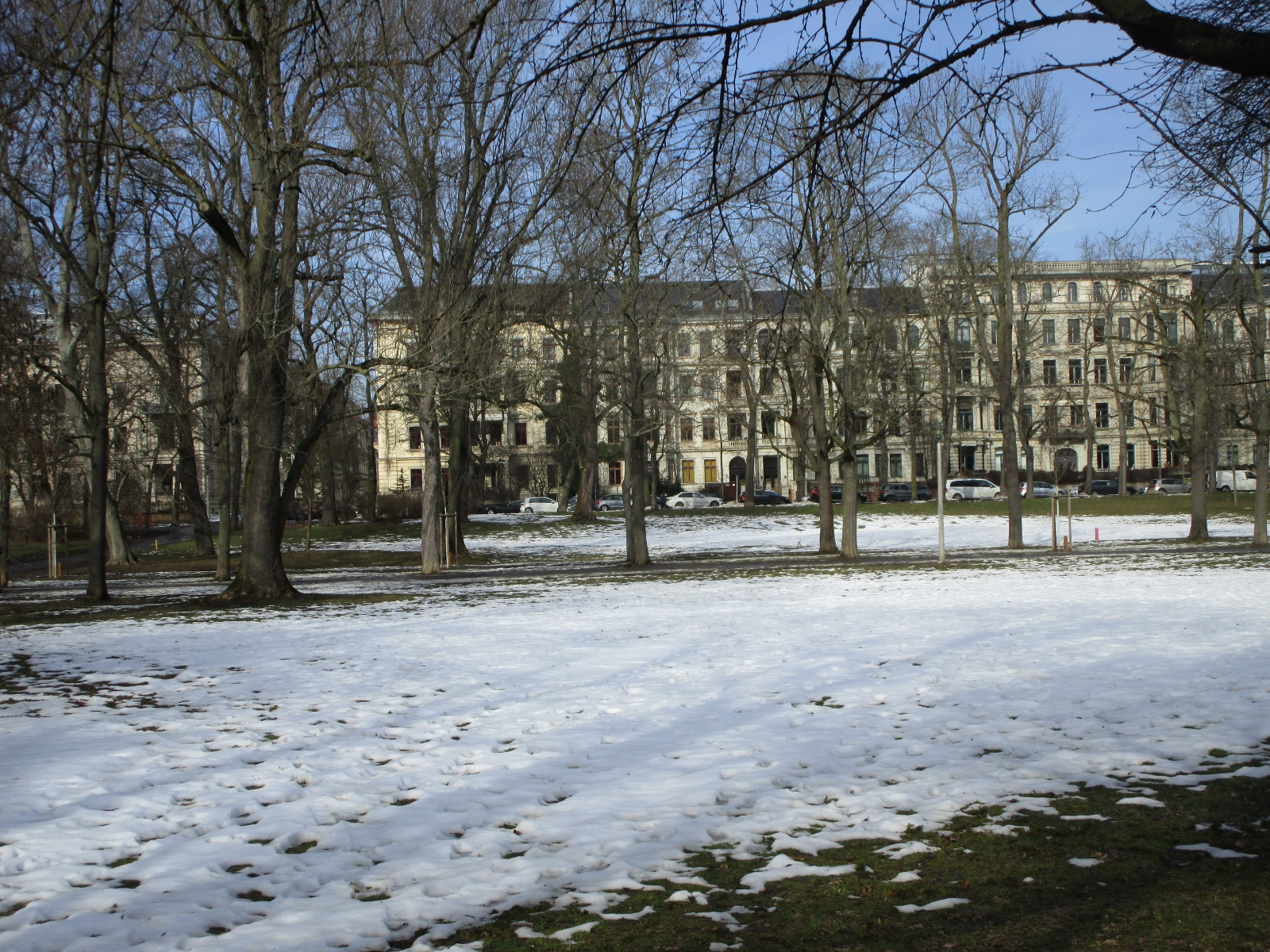
Ansicht von Süd

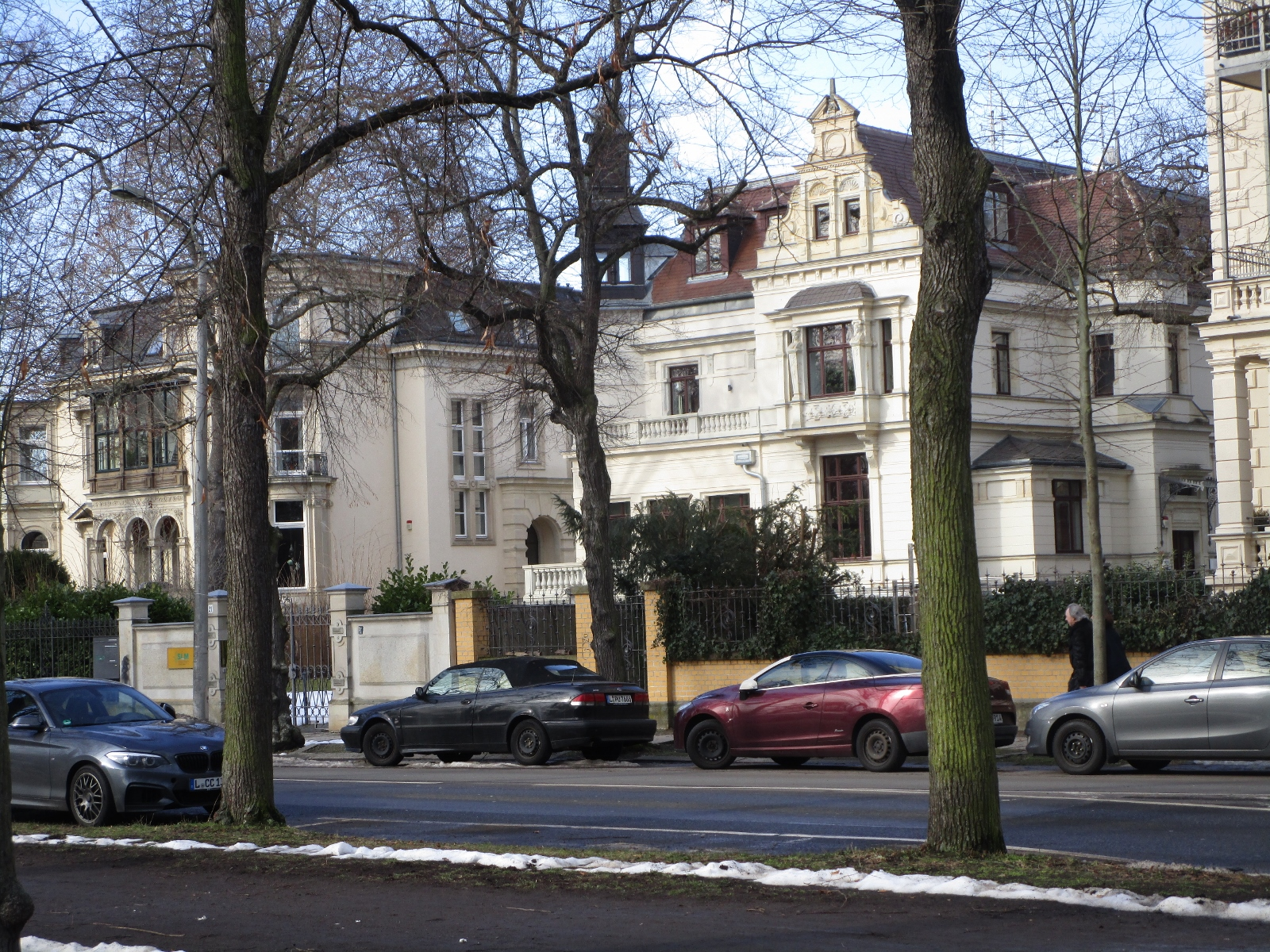
Musikbibliothek

Das Bachviertel (auch Bachstraßenviertel, auf der Website der Stadt Leipzig auch Musikerviertel; anfangs als „Viertel am Johannapark“ benannt) ist ein gründerzeitlich geprägtes Wohnviertel in der äußeren Leipziger Westvorstadt um die zentrale Sebastian-Bach-Straße, nach der es benannt worden ist. Es gehört zum Stadtbezirk Mitte. Es entstand Mitte bis Ende des 19. Jahrhunderts (Historismus) als Stadterweiterung zwischen Ferdinand-Lasalle-Straße und Käthe-Kollwitz-Straße und gilt mit seiner Blockrandbebauung und seinen Villen neben dem Waldstraßenviertel als besonders gut erhalten. Insbesondere die Leipziger Kirchenmusikgeschichte ist eng mit dem Bachviertel verbunden, es ist Heimat des Bildungscampus Forum Thomanum.

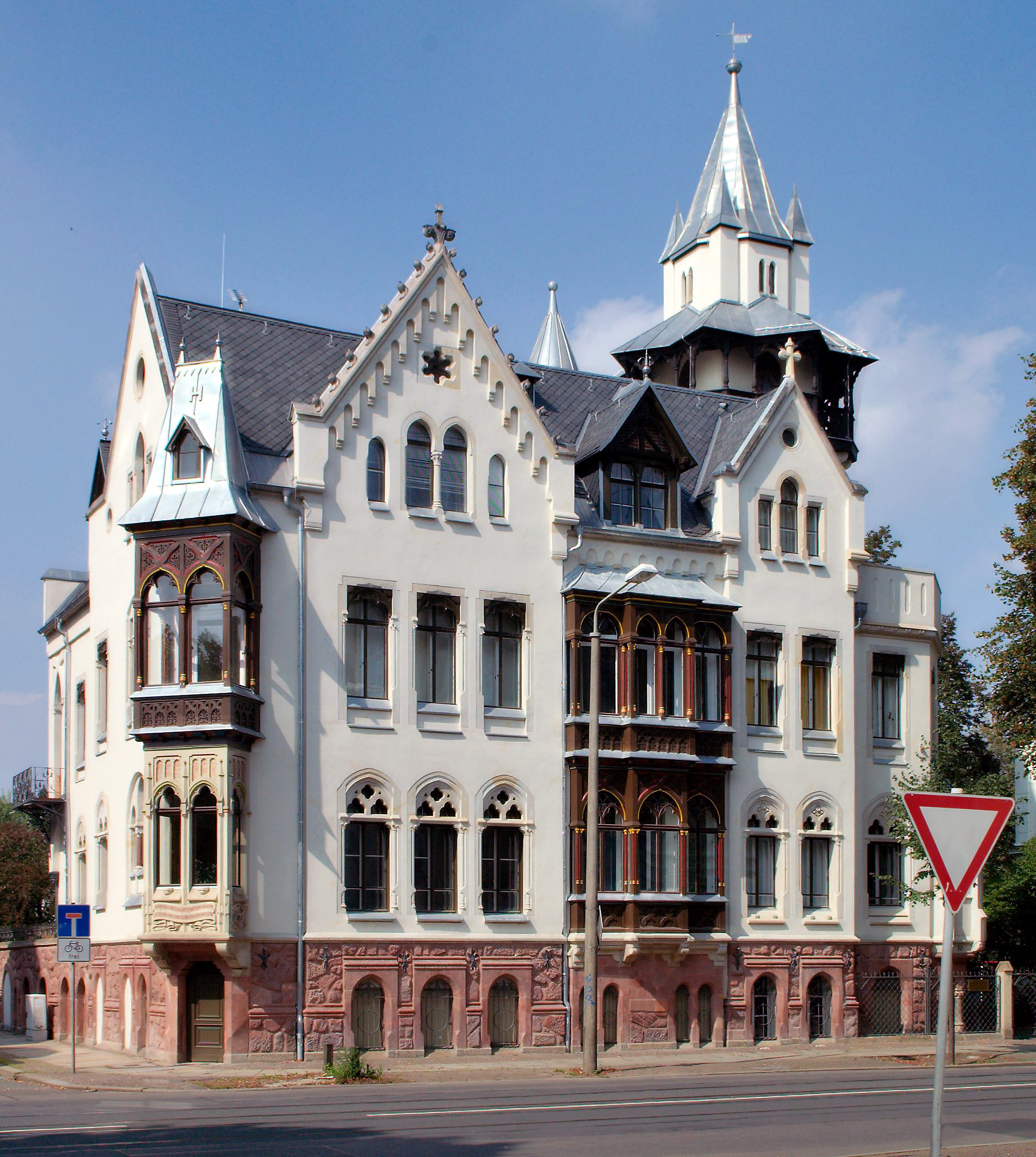
Julburg in der Käthe-Kollwitz-Straße

## Bebauungsplan
Maßgeblich für die Bebauung der inneren Leipziger West- und Südvorstadt war der Hochwasserschutz im Rahmen des realisierten Pleißeflutkanals und die Trockenlegung von Auenbereichen Mitte des 19. Jahrhunderts.
Im Jahre 1870 wurde ein „südwestliche[r] Bebauungsplan“ und 1877 ein Gesamtplan vorgelegt, wonach zwei neue Stadtgebiete, namentlich das Bach- und das Musikviertel, entstehen sollten. Diese wurden Ende des 19. Jahrhunderts an den Parkanlagen Johannapark und König-Albert-Park (heute Teil des Clara-Zetkin-Parks) verwirklicht.
Das Bachviertel wurde als Wohnviertel aufgebaut, das punktuelle Gewerbeflächen in den Höfen bietet. An öffentlichen Einrichtungen waren zwei Schulen, sprich Thomasschule und IV. Bürgerschule, und zwei Kirchen, sprich Lutherkirche und Anglo-amerikanische Kirche, vorgesehen. Das Viertel hat einen rechteckigen Grundriss und erstreckt sich von der Alten Elster im Nordwesten über die Ferdinand-Lassalle-Straße (vormalige Bismarckstraße) im Südosten und die Friedrich-Ebert-Straße (vormalige Weststraße) im Nordosten hin zum Elsterflutbecken im Südwesten. Es wurde eine geschlossene Blockrandbebauung gewählt, deren repräsentative Mietshäuser vier- und fünfstöckig sind. Zentral bildet die Sebastian-Bach-Straße eine Hauptachse. Davon führen Seitenstraßen in eine offene Villenstruktur.

## Chronik der Bebauung

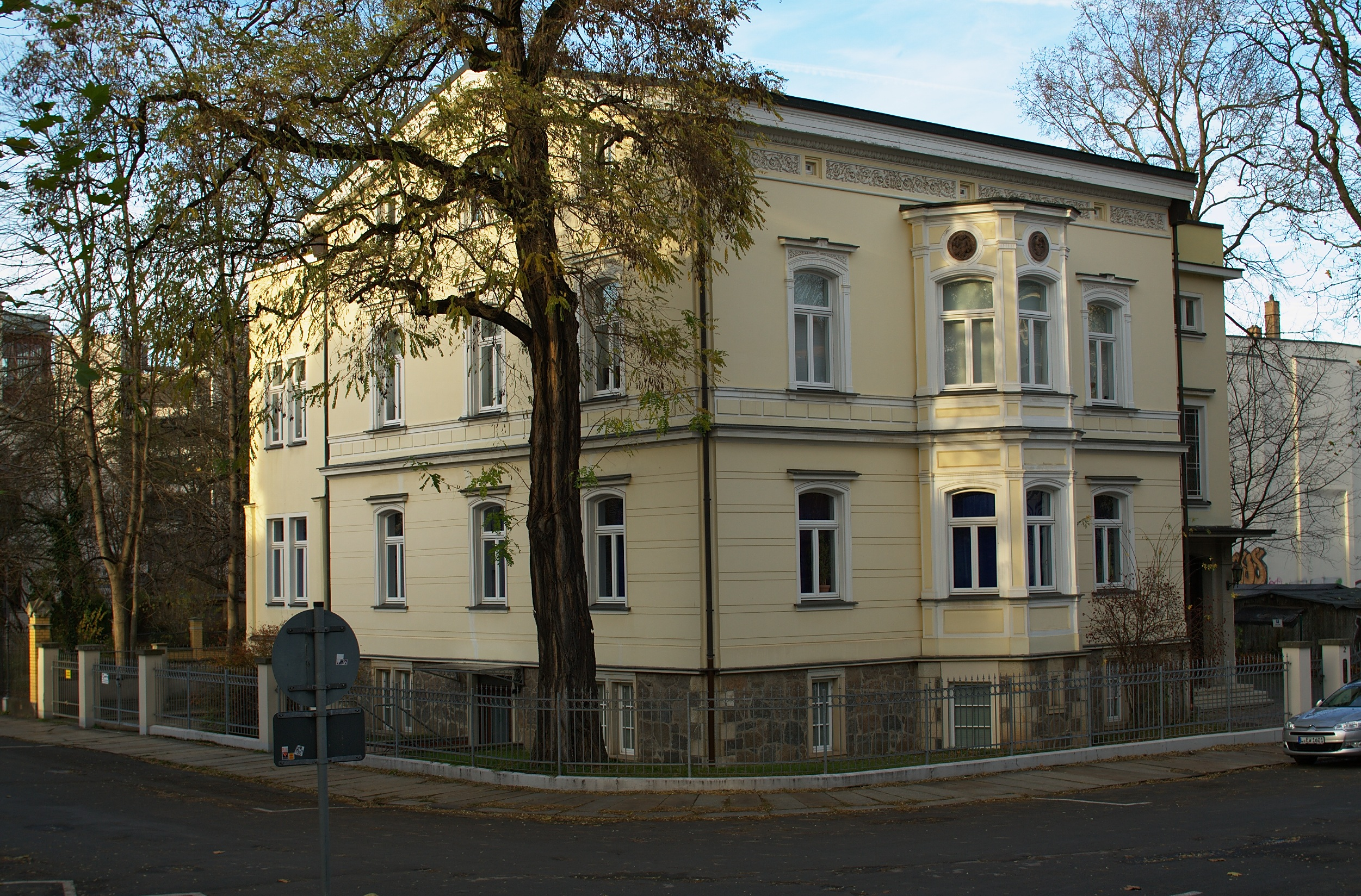
Gustav-Mahler-Straße 2

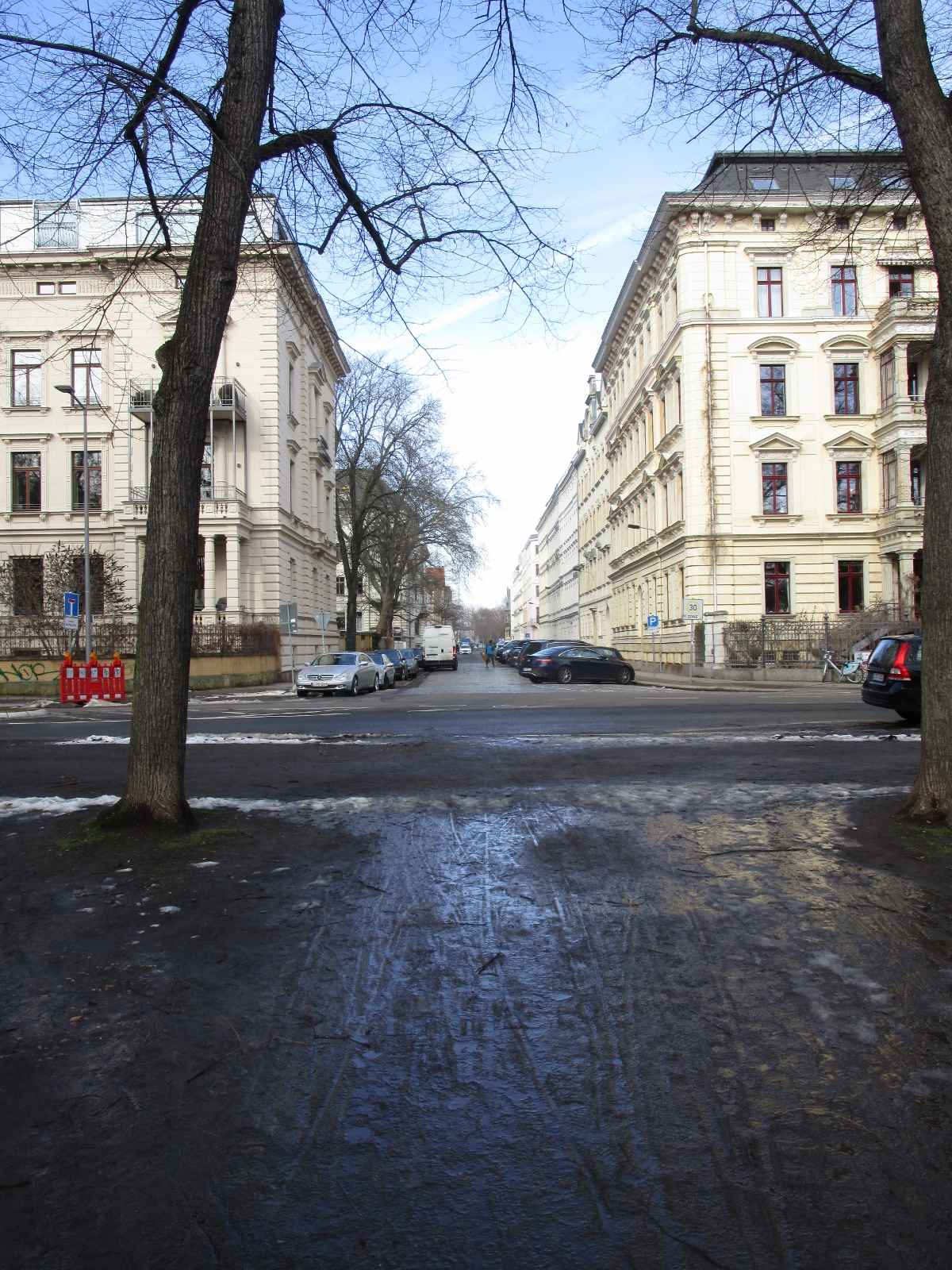
Moschelesstraße

Die ursprünglichste Bebauung des Viertels fand 1855 an der Gustav-Mahler-Straße 2, nahe der Schreberstraße, statt. In den 1870er Jahren wurden dann Quartiere im Bereich Moscheles- und Hauptmannstraße verwirklicht. Die ersten Villen entstanden ab 1870 an der stark befahrenen Käthe-Kollwitz-Straße (vormalige Plagwitzer Straße), die das Leipziger Stadtzentrum mit Lindenau und Plagwitz verbindet. Jene Bauphase war dann 1875 abgeschlossen.
Der südliche Teil des Viertels gilt als „städtebaulich besonders eindrucksvoll“, da dort von 1881 bis 1888 eine geschlossene Bebauung mit gutbürgerlichen Wohnhäusern stattgefunden hat, deren Fassaden prächtig gestaltet und die selbst mit umfriedeten Vorgärten ausgestattet sind.

## Bauliche Besonderheiten

### Baugalerie
Architektonisch sind insbesondere die Villa Gebhardt (Arwed Roßbach 1880), die Villa Meyer und das Haus Pommer (Max Pommer 1886), die heutige Thomasschule (Lüders 1879) – Viehwegers Bau von 1877 wurde im Krieg zerstört – und das Thomasalumnat (August Friedrich Viehweger 1881), die heutige Villa Thomana (Max Pommer 1883) und die Lutherkirche (Julius Zeißig 1886) hervorzuheben.

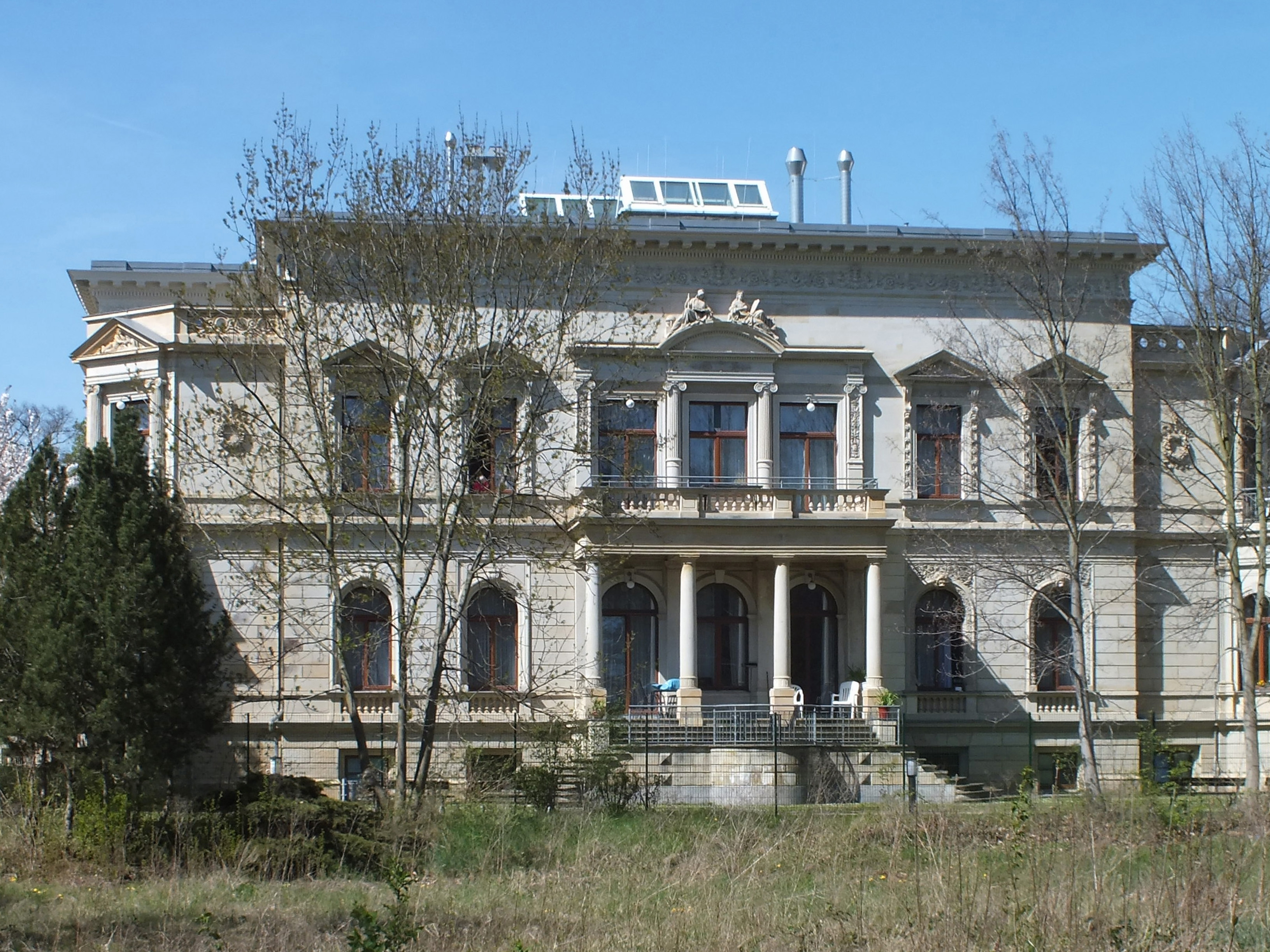
Villa Gebhardt
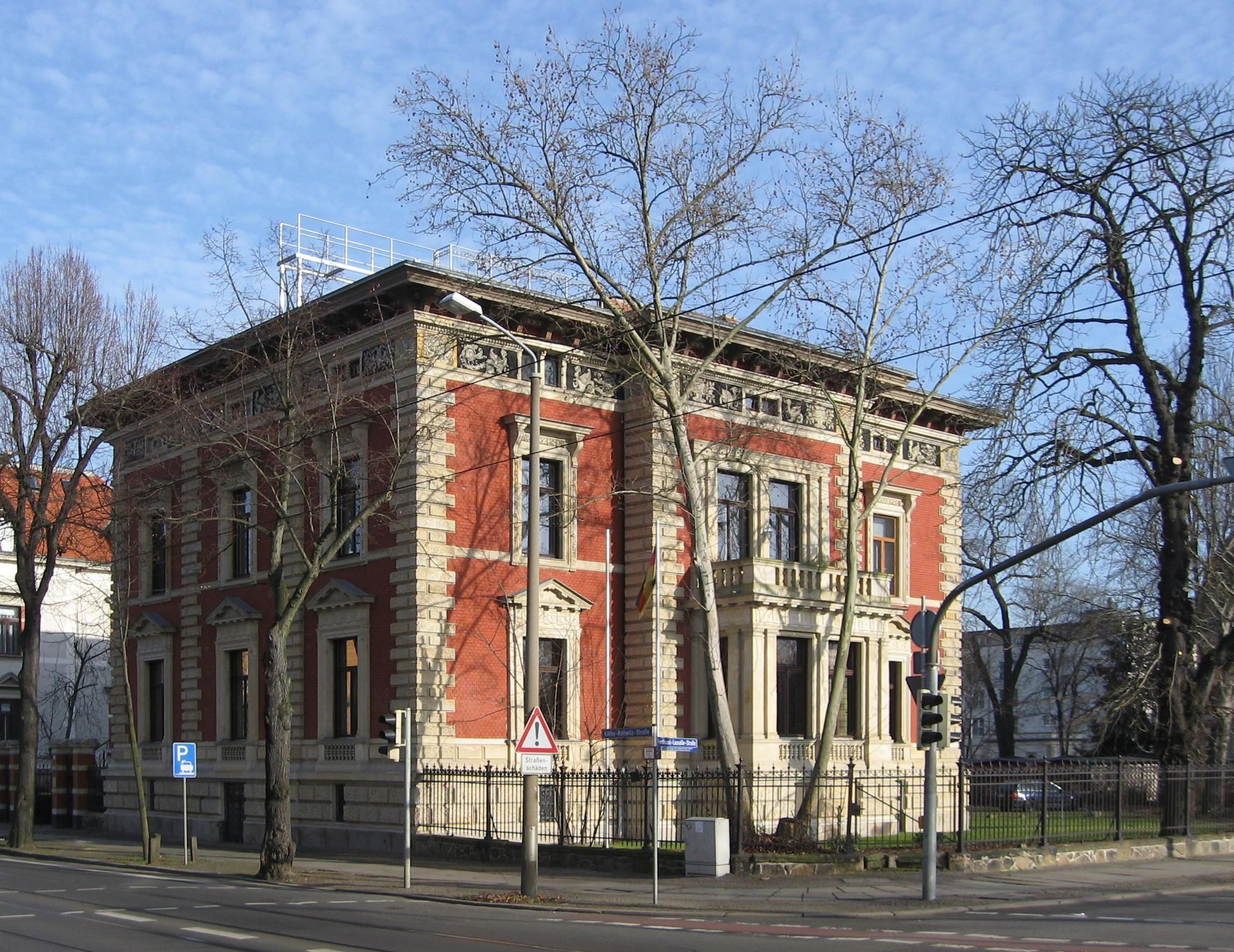
Villa Meyer
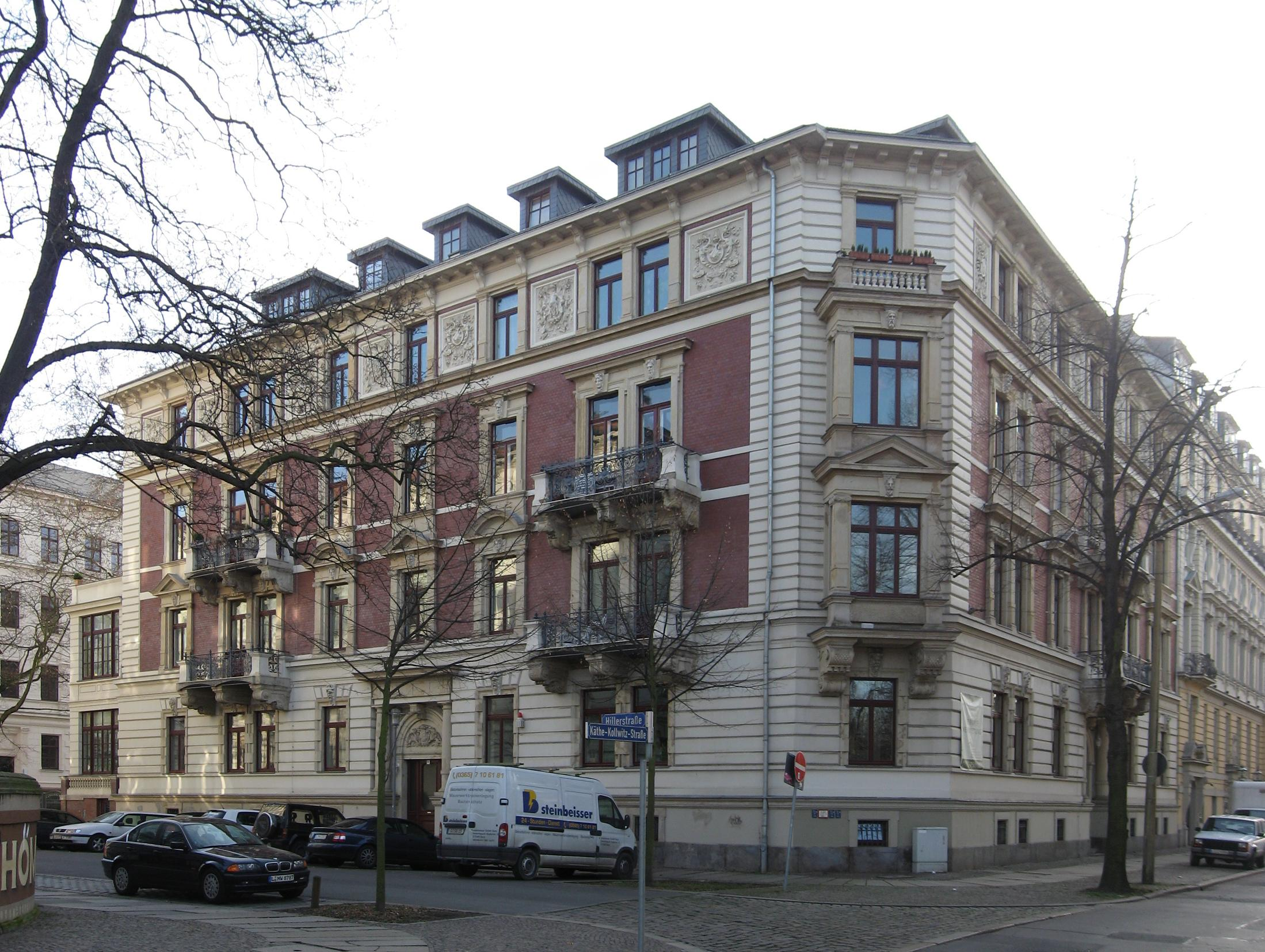
Haus Pommer
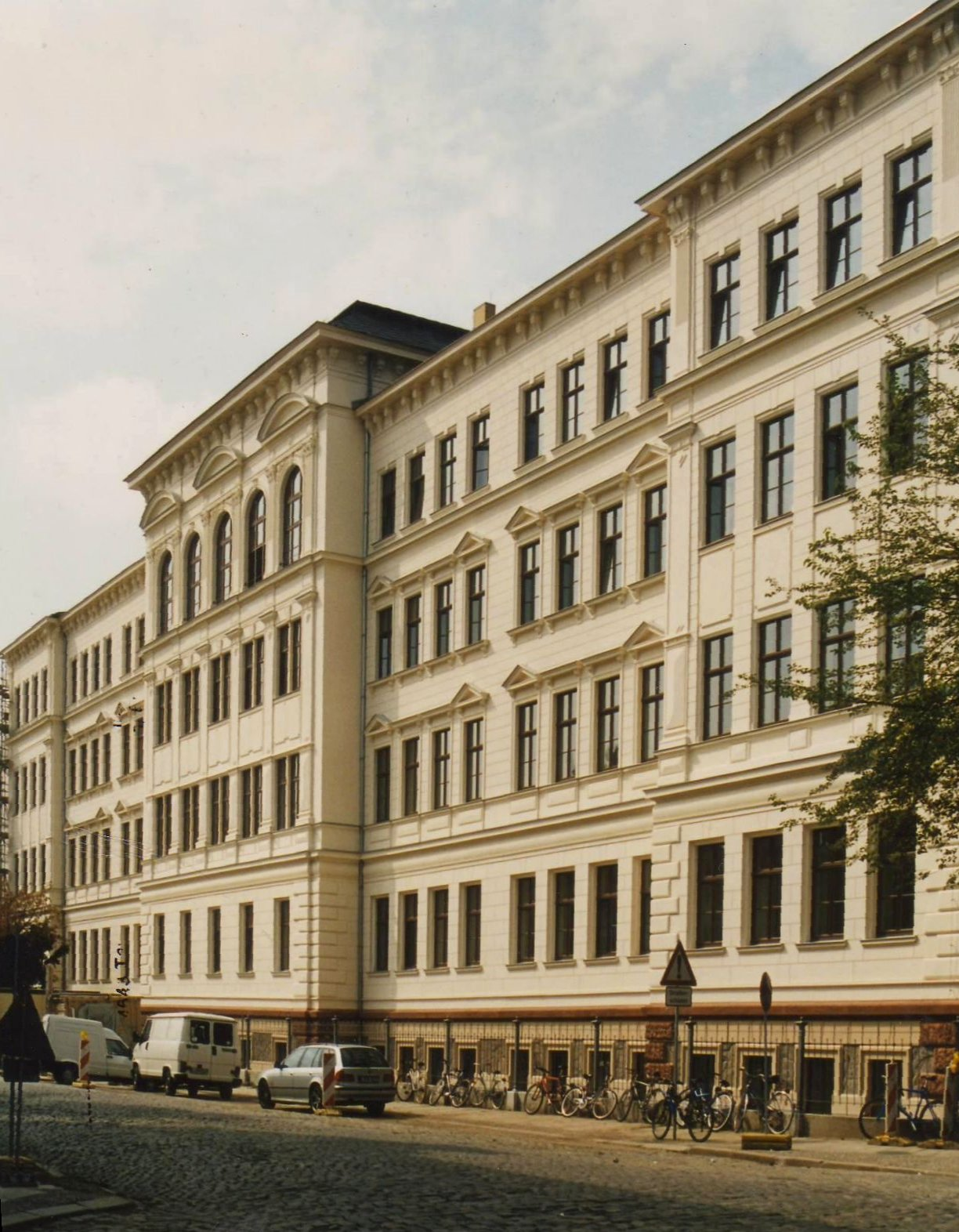
Heutige Thomasschule
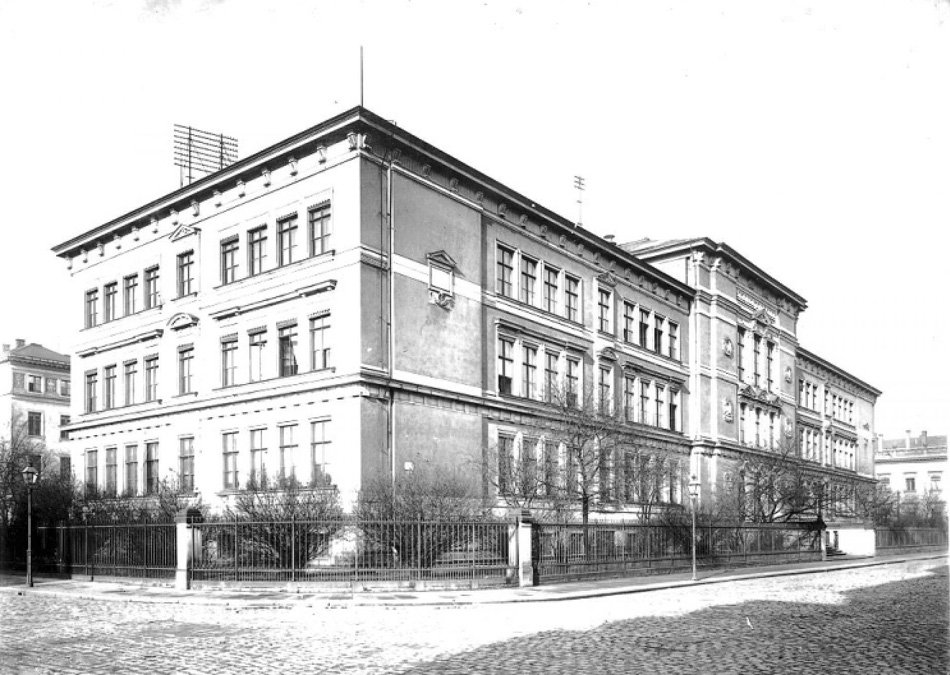
Kriegszerstörte Thomasschule
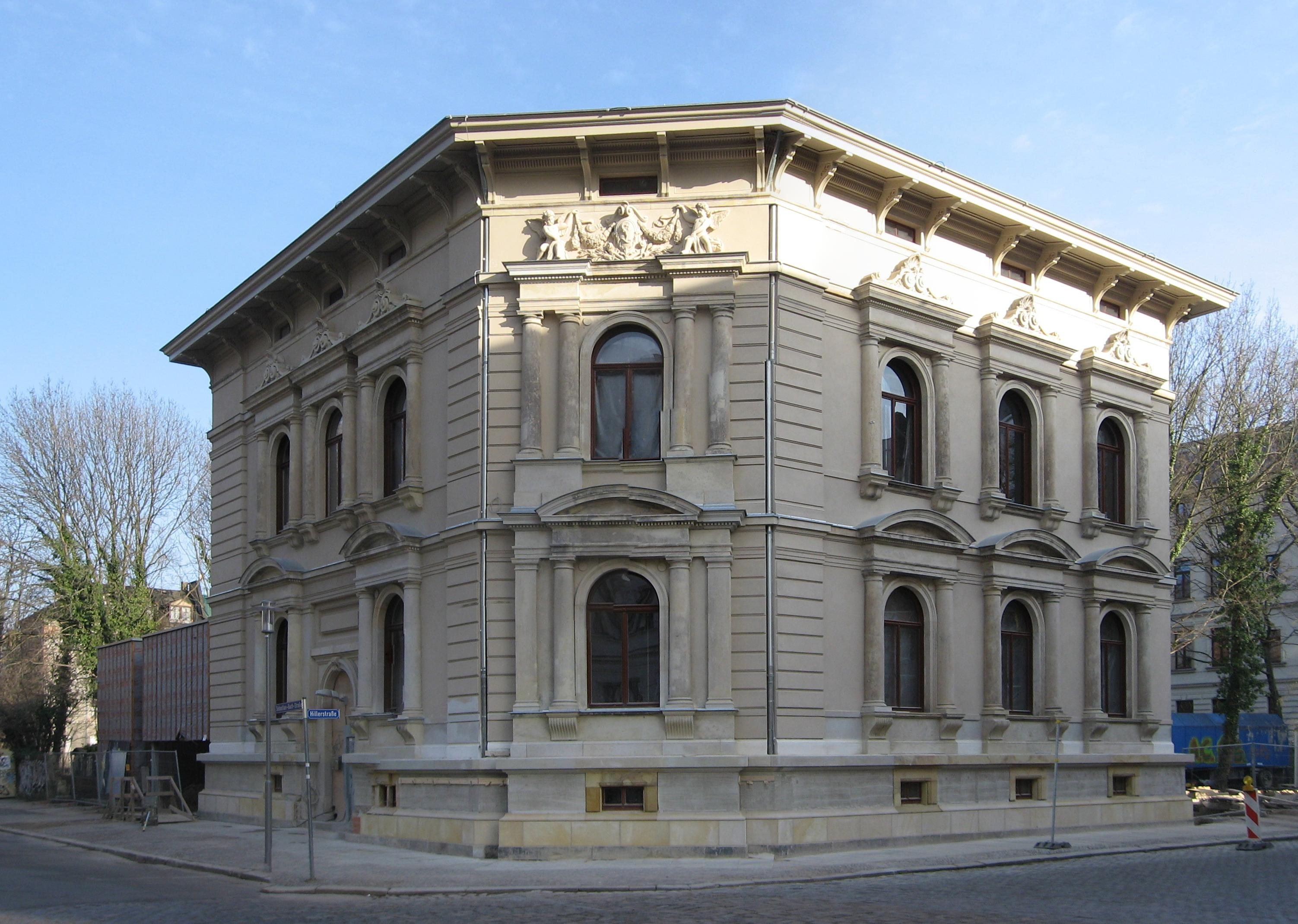
Heutige Villa Thomana
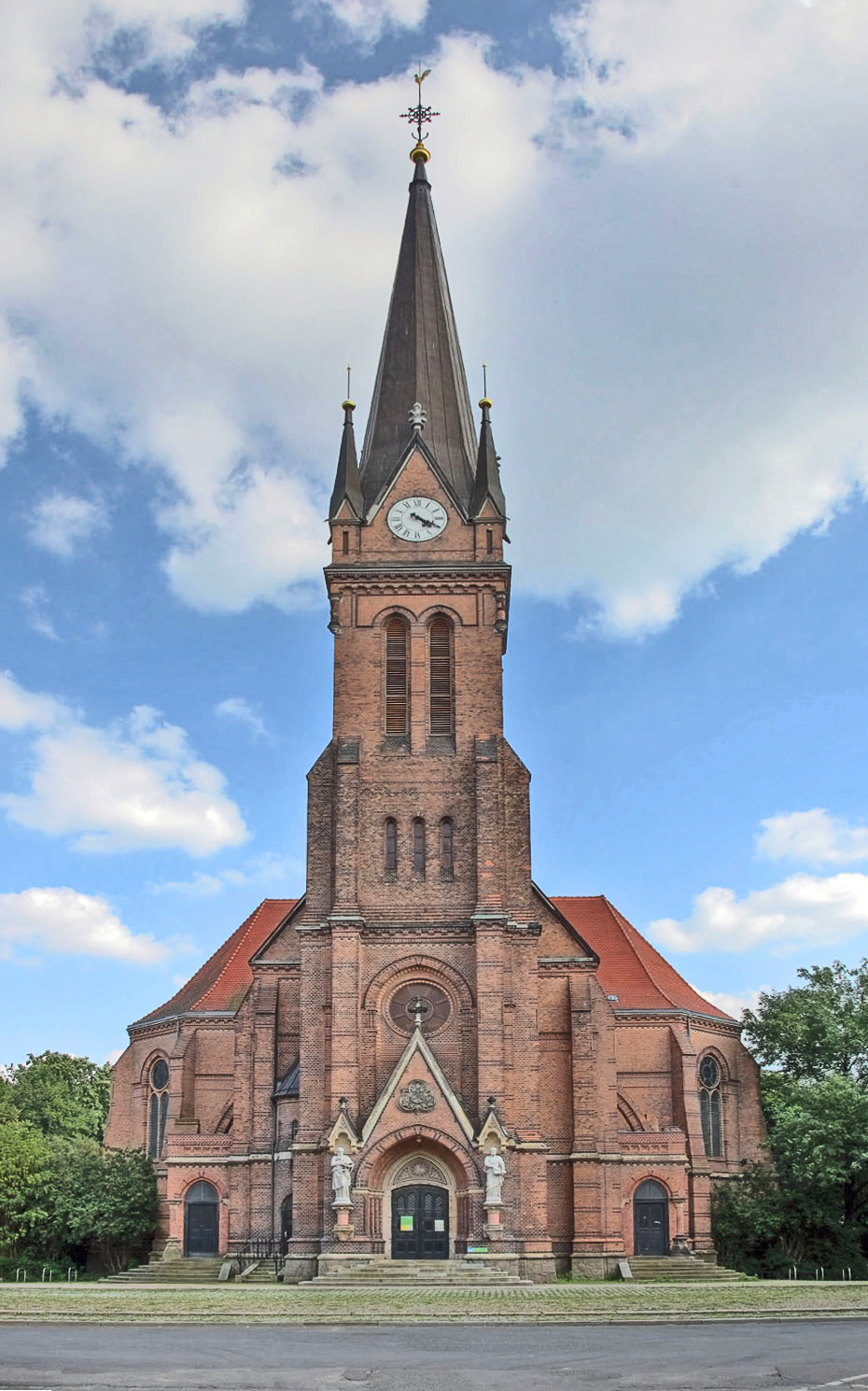
Lutherkirche

### Villengrundstücke
Unter anderem folgende wohlhabende Persönlichkeiten, zuallererst Verleger, die sich im Bachviertel im 19. Jahrhundert Villen errichten ließen, sind zu nennen; ab den 1990er Jahren wurden die Villen vielfach unter Berücksichtigung des Denkmalschutzes saniert:
- Villa Baedeker für den Reisebuchverleger Fritz Baedeker
- Villa Zur Julburg für den Architekten Oskar Mothes
- Villa Meyer für den Verleger Herrmann Julius Meyer
- Villa Gebhardt für den Verlagsbuchhändler Leopold Gebhardt
- Villa Najork für den Papier- und Kartonagefabrikanten Gustav Najork, später Alumnat des Musischen Gymnasiums

### Forum Thomanum
Einzelne Gebäude um Thomasschule und Alumnat sind Bestandteil des internationalen musischen Bildungszentrums Forum Thomanum. Straßennamen im Bachviertel wurden entsprechend nach den Thomaskantoren Johann Sebastian Bach, Moritz Hauptmann und Johann Adam Hiller gewählt. Wie im 19. Jahrhundert üblich, bekam das Straßennetz ein Rastersystem.

## Abgegangene Substanz
Die Anglo-amerikanische Kirche wurde im Zuge der alliierten Luftangriffe auf Leipzig 1943 zerstört.

## Sonstiges
Beim Hochwasser im Juli 1954 stand das Bachviertel unter Wasser. Durch das defekte Palmengartenwehr (1917 fertig gestellt) war es zum Wassereinbruch in die Stadt Leipzig gekommen.